# Joan-Francesc Castex-Ey
Pour les articles homonymes, voir Castex.
Compléments
site internet : https://joanfcastexey.wordpress.com/
Joan-Francesc Castex-Ey est un écrivain français d'expression essentiellement catalane. Auteur de poésies, théâtre, essais et roman, il a aussi écrit des ouvrages de recherche en français et catalan sur la géopolitique transfrontalière entre les Catalogne française et espagnole. Docteur en lettres avec une thèse sur la vision du cosmos dans la littérature nord-catalane, il est collaborateur de la Gran Enciclopèdia Catalana, et a travaillé à la délégation du gouvernement catalan à Perpignan

## Œuvre

### Ouvrages de recherche
- L'action du gouvernement catalan en Catalogne française (2000/2014) : une politique extérieure du dedans[4],[5]
- La Catalogne Nord en quête d'identité : société et territoire, géopolitique et géoculture d'une région frontière, pancatalanite et espace européen (préf. Enric Pujol lieu=Cabestany), Le Temple d'or, 2005, 246 p. (ISBN 2-915746-05-2).

### Ouvrages de fiction

#### Poésie
Joan-Francesc Castex-Ey a publié cinq recueils de poèmes en catalan ; les deux premiers ont été traduits en français par Cathy Ytak), et un de bilingue catalan-français:
- La sang i la saba (“Le sang et la sève”), Perpignan; auto-édition, 2008.
- (ca) Salvatge (préf. Jordi Pere Cerdà), Perpignan, TDO Éditions, 2010.
- (ca) La matriu : poesia (préf. Jep Gouzy), Canet-de-Roselló, Trabucaire, 2012, 30 p. (ISBN 978-2-84974-160-3).
- (ca + fr) Ruta Major / La grande route (trad. Cathy Ytak, préf. Carles Duarte i Montserrat), Saint-Estève, Éditions les Presses littéraires, 2014, 62 p. (ISBN 978-2-35073-935-9)
- Menudall d'ànima ("Bribes d'âme") (Curbet, Gérone,2016)[6].

#### Essais
- Retrat petit de tot i res-Petit portrait de tout et de rien. C'est un livre bilingue fait d'un mélange de narration, essai et moments poétiques. Le livre a reçu le prix «Méditerranée Roussillon 2017», dans la catégorie Essai/Fiction[7],[8],[9]

#### Romans
- El trencament, Trabucaire, 2018. Il s'agit de son premier roman. C'est un récit d'anticipation qui se passe en l'an 2064 et qui mêle action et réflexion[1],[10]. Il est paru en 2022 en français sous le titre de "La rupture", aux éditions Les Impliqués[11]
- L'infant i la ciutat dels tres portals (“L'enfant et la cité aux trois portes”), Trabucaire, 2020[12].
- Nosaltres, els Set Homes - Un cant en clarobscur, publié à Barcelone (Edicions Forment) en 2023[13]

#### Théâtre
Il a également écrit la pièce de théâtre La frescor de les nits (“La fraîcheur des nuits”), Les Presses littéraires, 2015, sa première en catalan. Elle a été mise en scène en 2016.